# Vicente Francisco Pérez
Vicente Francisco Pérez, talvolta indicato come Víctor Pérez (fl. XX secolo), è stato un calciatore argentino, di ruolo attaccante.

## Caratteristiche tecniche
Giocava come interno destro. Ricoprì anche il ruolo di centravanti.

## Carriera

### Club
La sua prima stagione tra i professionisti del calcio argentino fu quella del 1931: iniziò il torneo da titolare, giocando le prime 7 giornate; poi, fu escluso dalla squadra e non fu più impiegato. Nel 1932 passò dall'Huracán all'Almagro, nella Primera División organizzata dalla Asociación Argentina de Football. Nel 1934 giocò per l'Estudiantil Porteño. Nel 1937 presenziò in 15 partite con l'Almagro e ritornò nella massima serie professionistica nel 1938; in quella stagione segnò 2 reti in altrettante gare.

### Nazionale
Con la Nazionale argentina prese parte ai Mondiali del 1934, dove però non scese mai in campo. Ottenne una presenza il 18 maggio 1932 contro l'Uruguay, a Montevideo.

## Palmarès

### Club

#### Competizioni nazionali
- Primera B Metropolitana: 1

Almagro: 1937

## Statistiche

### Cronologia presenze e reti in Nazionale
| Cronologia completa delle presenze e delle reti in nazionale ― Argentina | Cronologia completa delle presenze e delle reti in nazionale ― Argentina | Cronologia completa delle presenze e delle reti in nazionale ― Argentina | Cronologia completa delle presenze e delle reti in nazionale ― Argentina | Cronologia completa delle presenze e delle reti in nazionale ― Argentina | Cronologia completa delle presenze e delle reti in nazionale ― Argentina | Cronologia completa delle presenze e delle reti in nazionale ― Argentina | Cronologia completa delle presenze e delle reti in nazionale ― Argentina |
| Data                                                                     | Città                                                                    | In casa                                                                  | Risultato                                                                | Ospiti                                                                   | Competizione                                                             | Reti                                                                     | Note                                                                     |
| ------------------------------------------------------------------------ | ------------------------------------------------------------------------ | ------------------------------------------------------------------------ | ------------------------------------------------------------------------ | ------------------------------------------------------------------------ | ------------------------------------------------------------------------ | ------------------------------------------------------------------------ | ------------------------------------------------------------------------ |
| 18-5-1932                                                                | Montevideo                                                               | Uruguay                                                                  | 1 – 0                                                                    | Argentina                                                                | Amichevole                                                               | 0                                                                        |                                                                          |
| Totale                                                                   |                                                                          | Presenze                                                                 | 1                                                                        |                                                                          | Reti                                                                     | 0                                                                        |                                                                          |